# Kastanjestromakelkje
Het kastanjestromakelkje (Lanzia echinophila) is een schimmel die behoort tot de familie Rutstroemiaceae. De bruine paddenstoel leeft saprotroof op plantdelen van Castanea. Het wordt niet groter dan 1 cm. Het komt voor in loofbossen arme zandgranden.

## Verspreiding
In Nederland komt het kastanjestromakelkje vrij algemeen voor. Het staat niet op de rode lijst en is niet bedreigd.